# Dallas Opera

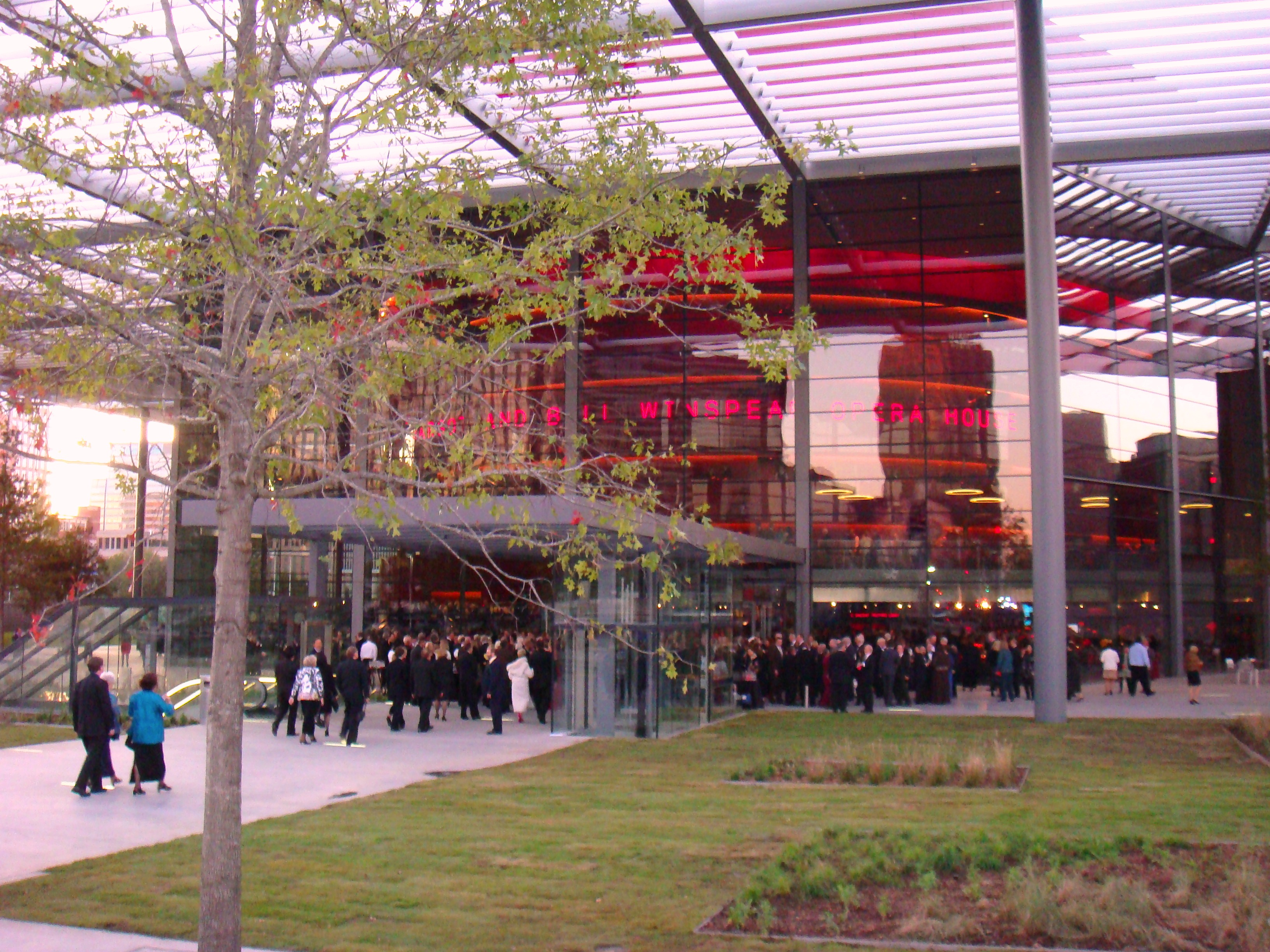
Das Winspear Opera House

Die Dallas Opera ist eine Operninstitution mit Sitz in Dallas (Texas).
Das Unternehmen wurde 1957 von Laurence Kelly und Nicola Rescigno als Dallas Civic Opera gegründet. Beide waren aktiv in der Lyric Opera of Chicago, ersterer als Regisseur, letzterer als künstlerischer Leiter.
Von 1957 bis 2009 hat die Dallas Opera in der Music Hall at Fair Park gespielt. Seit der Saison 2009 existiert jedoch das Margot and Bill Winspear Opera House, in dem nun gespielt wird, seit der Uraufführung von Moby-Dick von Jake Heggie.
Seit 2010 ist Keith Cerny CEO des Unternehmens. Der Brite Graeme Jenkins war Musikdirektor von 1994 bis 2013. Seit Mai 2013 wirkt als sein Nachfolger der Franzose Emmanuel Villaume.